# Caraboo
Caraboo war eine österreichische Partyschlagerband aus Kärnten und Osttirol. Die Gruppe produzierte hauptsächlich Schlagermelodien und Lieder des deutschen Schlagers. Live spielten sie bekannte und eigene Schlagerlieder, Partymusik, Pop- und Rockmusik sowie aktuelle Charthits.

## Geschichte
Gegründet wurde die Band von den beiden ehemaligen Carrière-Mitgliedern Reinhard Schlacher und Christian Dullnig im Jahre 2000. Nach Auflösung der österreichischen Schlagerband Carrière gründeten die zwei Kärntner mit den beiden Osttirolern Michael Mariacher und Markus Zlöbl eine neue Formation. Diese sollte sich auf einen kompletten Neustart konzentrieren. Bis 2005 standen die Vier als „RSB“ auf der Bühne.
Im Mai 2005 erzielten sie unter dem Namen Carrière mit dem Song Du den 4. Platz bei der österreichischen Vorentscheidung des Grand Prix der Volksmusik in Wien. Beim Endausscheid in Zürich traten sie beim Finale des Grand Prix der Volksmusik aus rechtlichen Gründen unter dem Namen Caraboo vor internationalem Publikum auf.
Kurz darauf wurde das erste gemeinsame Album mit dem Titel Wie ein Stern am weiten Himmel veröffentlicht. Mit der gleichnamigen Single war Caraboo erneut im Fernsehen zu sehen. Seit 2006 wurden mehrere Singles veröffentlicht. Mit dem Song Lieben heißt erreichte Caraboo 2007 eine Top-Ten-Platzierung in den Airplaycharts. Im Sommer 2009 erreichte Pythagoras eine hohe Platzierung in den Airplaycharts.
Im Jahr 2010 ging die Band erneut ins Studio, um ein zweites Album zu produzieren. Sämtliche Instrumente wurden live und von Hand eingespielt. Im September wurde schließlich Eines schönen Tages veröffentlicht. 2012 coverte Caraboo einen alten Carrière-Song Ich tausche deine Tränen gegen meine Liebe ein.
Im März 2013 verließ Michael Mariacher die Band. Sein Nachfolger Martin Lackner war mit Reinhard Schlacher und Christian Dullnig Gründungsmitglied und Sänger der ehemaligen Schlagerband Carrière.
Im Februar 2017 trennten sich wieder ihre Wege: Martin Lackner verließ die Gruppe und aus dem Quartett entstand ein Trio, bestehend nunmehr wieder aus Reinhard Schlacher (Gitarre, Gesang), Christian Dullnig (Schlagzeug, Gesang) und Markus Zlöbl (Gitarre, Bass, Gesang).
2020 löste sich Caraboo auf.

## Diskografie

### Alben
- 2006: Wie ein Stern am weiten Himmel
- 2010: Eines schönen Tages

### Singles
- 2005: Du
- 2005: Ich seh den Sommer in deinen Augen
- 2006: Wie ein Stern am weiten Himmel
- 2006: Stell der Liebe keine Fragen
- 2007: Mein Herz fährt wieder Achterbahn
- 2007: Lieben heißt
- 2008: Party Remix 2008
- 2009: Pythagoras
- 2010: Verliebt, verlobt, verloren
- 2010: Savita
- 2011: Zwischen den Zeilen
- 2012: Ich tausche deine Tränen gegen meine Liebe ein

## Belege
- Bericht auf Schlagerportal.com
- Online-Bericht zum 1. Album